# バブルカンパニー
バブルカンパニー（欧字名:Bubble Company、1977年4月5日 - 1996年5月24日）はフランス生産の競走馬、繁殖牝馬。競走馬としては目立った成績は残せなかったが、繁殖牝馬としてはインティミストとバブルガムフェローの2頭のGI馬を産み、大きな成功を収めた。
牝系の直系子孫にはショウナンパントル、ディープブリランテ、ザッツザプレンティなどの活躍馬がいる。

## 略歴
1977年にフランスの牧場で出生。現役時代はアメリカとフランスで走り、通算成績は12戦1勝。
競走馬引退後はアメリカで繁殖入りし、各地の牧場を転々とした。ブラッシンググルームとの配合で生産した初仔のキャンディストライプスが1985年の仏2000ギニーで2着に入ると、1989年にはアークティックターンとの配合で生産したインティミストが仏G1のクリテリウムドサンクルーを制し、バブルカンパニーはG1馬の母となった。
1990年11月のキーンランド・ミックスセールにアークティックターンの仔を受胎した状態で上場され、社台ファーム代表の吉田照哉が37万ドルで落札。日本輸入後、サンデーサイレンスとの配合で生まれたバブルガムフェローは1995年に朝日杯3歳ステークスを制すると、翌1995年には4歳（現3歳）にして天皇賞（秋）を制した。
アメリカ時代の産駒の何頭かは日本に輸入された。特に2番仔のバブルプロスペクターからは大きく牝系が広がっており、産駒で菊花賞馬のザッツザプレンティをはじめ、孫以降の世代からも阪神ジュベナイルフィリーズ勝ち馬のショウナンパントルやダービー馬のディープブリランテが出ている。また初仔のキャンディストライプスはアルゼンチンでリーディングサイアー2位となるなど種牡馬として大きな成功を収めた。
バブルカンパニーは1996年5月20日にトニービンとの仔を出産したが、その4日後に急死した。

## 繁殖成績
|        | 生年   | 馬名                  | 性 | 毛色 | 父                 | 馬主                     | 管理調教師             | 戦績                     | 出典          |
| ------ | ------ | --------------------- | -- | ---- | ------------------ | ------------------------ | ---------------------- | ------------------------ | ------------- |
| 初仔   | 1982年 | Candy Stripes         | 牡 | 栗毛 | Blushing Groom     | Mahmoud Fustok           | 米・Georges Mikhalidès | 米国産、6戦2勝（種牡馬） | [ 4 ] [ 5 ]   |
| 2番仔  | 1984年 | *バブルプロスペクター | 牝 | 栗毛 | Miswaki            |                          |                        | 米国産、7戦1勝（繁殖）   | [ 6 ]         |
| 3番仔  | 1985年 | Basiluzzo             | 牡 | 栗毛 | Arctic Tern        |                          |                        | 米国産、7戦3勝（種牡馬） | [ 7 ]         |
| 4番仔  | 1986年 | Irish Company         | 牝 | 栗毛 | Irish River        |                          |                        | 米国産、不出走（繁殖）   | [ 8 ]         |
| 5番仔  | 1987年 | Intimiste             | 牡 | 栗毛 | Arctic Tern        | Frank Stronach           | 仏・Bernard Girault    | 米国産、27戦5勝          | [ 9 ] [ 10 ]  |
| 6番仔  | 1988年 | Alydar Company        | 牝 | 栗毛 | Saratoga Six       | Sidney L. Port           | 米・Christian Doumen   | 米国産、5戦0勝           | [ 11 ] [ 12 ] |
| 7番仔  | 1989年 | *オーガストハニムーン | 牝 | 鹿毛 | Alleged            |                          |                        | 米国産、不出走（繁殖）   | [ 13 ]        |
| 8番仔  | 1991年 |                       | 牡 | 栗毛 | Arctic Tern        |                          |                        | 不出走                   | [ 14 ]        |
| 9番仔  | 1992年 |                       |    |      | サンデーサイレンス |                          |                        | 不出走                   | [ 15 ]        |
| 10番仔 | 1993年 | バブルガムフェロー    | 牡 | 鹿毛 | サンデーサイレンス | （有）社台レースホース   | 美浦・藤沢和雄         | 13戦7勝（種牡馬）        | [ 16 ]        |
| 11番仔 | 1995年 | エアノートリアス      | 牡 | 栗毛 | トニービン         | （株）ラッキーフィールド | 栗東・渡辺栄           | 33戦3勝                  | [ 17 ]        |
| 12番仔 | 1996年 | ファンキーバブル      | 牡 | 栗毛 | トニービン         | （有）社台レースホース   | 美浦・ 藤沢和雄        | 3戦0勝                   | [ 18 ]        |

## 主要なファミリーライン
太字はGI級競走優勝馬。*印は日本に輸入された馬。
- *バブルカンパニー 1977
  - Candy Stripes 1982（2着・仏2000ギニー）
  - *バブルプロスペクター 1984
    - *バブルウイングス 1992
      - ウイングオブラック 1999
        - フライングメリッサ 2004
          - コスモフリーゲン 2020（七夕賞）

      - ショウナンパントル 2002（阪神JF）
        - ショウナンアチーヴ 2011（ニュージーランドT）

    - *バブルドリーム 1993
      - *ラヴアンドバブルズ 2001
        - ディープブリランテ 2009（東京優駿、東京スポーツ杯2歳S）

    - マニックサンデー 1997（サンスポ賞4歳牝馬特別）
      - エポワス 2008（キーンランドC）

    - ザッツザプレンティ 2000（菊花賞、ラジオたんぱ杯2歳S）

  - Irish Company 1986
    - *オージーカンパニー 1996
      - サザンシーラ 2002
        - カシノボルト 2011（英彦山賞）

      - ユリカチャン 2006
        - マカゼ 2020（ローレル賞）

  - Intimiste 1987（クリテリウムドサンクルー）
  - バブルガムフェロー 1993（朝日杯3歳S、天皇賞（秋）など重賞5勝）

牝系図の出典：牝系検索α

## 血統表
| バブルカンパニーの血統 | バブルカンパニーの血統          | バブルカンパニーの血統    | （血統表の出典）          | （血統表の出典） |
| 父系                   | リファール系                    | リファール系              | リファール系              |                  |
| 父 Lyphard 鹿毛 1969   | 父の父Northern Dancer 鹿毛 1961 | Nearctic                  | Nearco                    | Nearco           |
| 父 Lyphard 鹿毛 1969   | 父の父Northern Dancer 鹿毛 1961 | Nearctic                  | Lady Angela               |                  |
| 父 Lyphard 鹿毛 1969   | 父の父Northern Dancer 鹿毛 1961 | Natalma                   | Native Dancer             | Native Dancer    |
| 父 Lyphard 鹿毛 1969   | 父の父Northern Dancer 鹿毛 1961 | Natalma                   | Almahmoud                 |                  |
| 父 Lyphard 鹿毛 1969   | 父の母Goofed 栗毛 1960          | Court Martial             | Fair Trial                | Fair Trial       |
| 父 Lyphard 鹿毛 1969   | 父の母Goofed 栗毛 1960          | Court Martial             | Instantaneous             |                  |
| 父 Lyphard 鹿毛 1969   | 父の母Goofed 栗毛 1960          | Barra                     | Formor                    | Formor           |
| 父 Lyphard 鹿毛 1969   | 父の母Goofed 栗毛 1960          | Barra                     | La Favorite               |                  |
| 母 Prodice 栗毛 1969   | 母の父Prominer 栗毛 1962        | Beau Sabreur              | His Highness              | His Highness     |
| 母 Prodice 栗毛 1969   | 母の父Prominer 栗毛 1962        | Beau Sabreur              | Mashaq                    |                  |
| 母 Prodice 栗毛 1969   | 母の父Prominer 栗毛 1962        | Snob Hill                 | Rockefella                | Rockefella       |
| 母 Prodice 栗毛 1969   | 母の父Prominer 栗毛 1962        | Snob Hill                 | Rossenhall                |                  |
| 母 Prodice 栗毛 1969   | 母の母Euridice 栗毛 1962        | Tabriz                    | Tehran                    | Tehran           |
| 母 Prodice 栗毛 1969   | 母の母Euridice 栗毛 1962        | Tabriz                    | La Li                     |                  |
| 母 Prodice 栗毛 1969   | 母の母Euridice 栗毛 1962        | Euroclydon                | Tourbillon                | Tourbillon       |
| 母 Prodice 栗毛 1969   | 母の母Euridice 栗毛 1962        | Euroclydon                | Astaria                   |                  |
| 母系(F-No.)            | (FN:1-b)                        | (FN:1-b)                  | (FN:1-b)                  | [ § 2 ]          |
| 5代内の近親交配        | Hyperion 5×5・5、Ksar 5×5       | Hyperion 5×5・5、Ksar 5×5 | Hyperion 5×5・5、Ksar 5×5 | [ § 3 ]          |
| 出典                   | 1. 2. 3.                        | 1. 2. 3.                  | 1. 2. 3.                  | 1. 2. 3.         |

- 母Prodiceは仏G1・サンタラリ賞勝ち馬。
- 全妹サングは1983年メートリアークステークスなどアメリカでGI3勝。その孫に1998年クリスタルカップ勝ち馬のトキオパーフェクトがいる。